# 李定 (1904年)
李定（1904年5月15日—1996年8月3日），字靜安，男，河南唐河人，中华民国政治人物。民國37年（1948年）在河南省第五選區當選第一屆立法委員。

## 生平
- 黃埔軍官學校四期畢業、中央訓練團三期、實踐研究院十七期結業
- 黃埔軍校五、六、七期隊職及中央黨務學校參謀長
- 第八十八師等師政治部主任
- 河南全省保安司令部政治部主任
- 中國國民黨河南省黨部委員
- 河南全省軍隊黨部委員兼書記長
- 立法院立法委員黨部第一屆執行委員及立法院國防委員會召集委員